# The Kallikak Family: A Study in the Heredity of Feeble-Mindedness

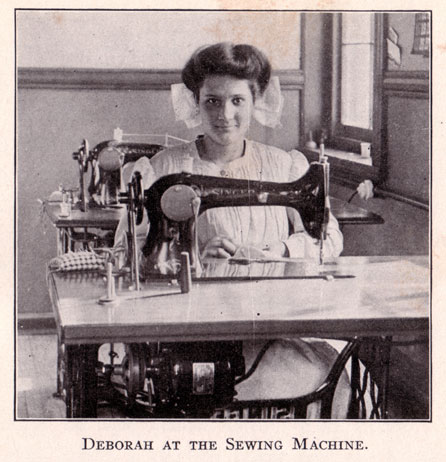
"Deborah Kallikak", kobieta, której rodzinę zbadał i opisał Goddard

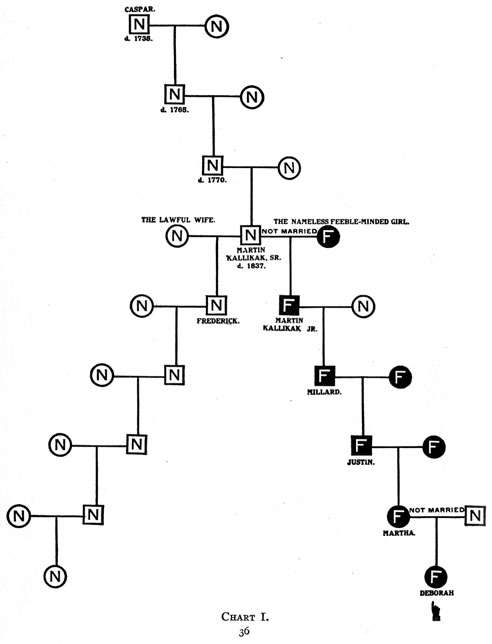
Ilustracja z książki przedstawiająca rodowód rodziny "Kallikak"

The Kallikak Family: A Study in the Heredity of Feeble-Mindedness – książka z 1912 roku autorstwa amerykańskiego psychologa i eugenika Henry'ego H. Goddarda. Praca jest szerokim opisem badanego przez Goddarda przypadku dziedziczenia "ułomności umysłowej" (ang. feeble-mindedness), pod którym to szerokim pojęciem rozumiano wówczas szerokie spektrum zaburzeń umysłowych, obejmujących niepełnosprawność intelektualną, trudności w nauce i zaburzenia psychiczne.
Książka rozpoczyna się opisem przypadku Deborah Kallikak (nazwisko Kallikak jest pseudonimem utworzonym z greckiego καλός (kalos) i κακός (kakos), znaczących, odpowiednio, "dobry" i "zły"), pacjentki prowadzonej przez Goddarda instytucji, New Jersey Home for the Education and Care of Feebleminded Children (obecnie Vineland Training School). Goddard utrzymywał, że badając rodowód kobiety doszedł do ciekawych i pouczających wniosków.
Praprapradziadek probantki, Martin Kallikak, był bohaterem wojny o niepodległość. Po wojnie zdarzyło mu się spotykać z "ułomną umysłowo" barmanką. Młody Martin szybko jednak "wyszedł na prostą" i powrócił do przykładnego życia, założył dużą rodzinę i pozostał ogólnie szanowanym obywatelem Nowej Anglii.
Według Goddarda, z romansu z bezimienną upośledzoną dziewczyną narodziło się dziecko, chłopiec, który założył rodzinę i był w prostej linii przodkiem (prapradziadkiem) Deborah. Porównując losy członków rodzin dzieci z dwóch związków Martina Kallikaka, Goddard doszedł do wniosku, że inteligencja, zdrowie psychiczne, a nawet moralność są dziedziczone i uwarunkowane genetycznie. Argumentował, że strona rodziny z uznanego związku Martina Kallikaka, w której przeważali lekarze i prawnicy, odziedziczyła "dobre" geny, podczas gdy potomkowie Kallikaka i "ułomnej umysłowo" dziewczyny odziedziczyli jej "złe" geny, odpowiadające za biedotę, skłonność do przestępstw i różnego stopnia niesprawność umysłową. Goddard przedstawił rodowody, dowodzące dziedziczenia "złych" i "dobrych" cech zgodnego z odkrytymi zaledwie dekadę wcześniej prawami Mendla.
Argumentując, że nawet jeden związek prawego, zdrowego obywatela z osobą uznawaną za "ułomną" daje pokolenia żyjących w biedzie i popełniających przestępstwa, niepełnosprawnych intelektualnie obywateli korzystających z dobrobytu państwa i żyjących dzięki podatkom "zdrowej" części społeczeństwa, Goddard postulował odizolowanie upośledzonych umysłowo i uniemożliwienie im prokreacji.

## Odbiór i krytyka
W swoim czasie, książka zyskała duże uznanie i doczekała się wielu wydań. Pomogła Goddardowi uzyskać opinię jednego z czołowych amerykańskich ekspertów w dziedzinie wykorzystania psychologii na potrzeby polityki, i umieściła go w gronie najsłynniejszych amerykańskich eugeników XX wieku, obok Charlesa B. Davenporta i Madisona Granta.
Obecnie metodologia i wnioski zawarte w pracy Goddarda są sztandarowym przykładem przytaczanym podczas omawiania błędów wczesnych badań nad eugeniką i dziedziczeniem. Goddard był uważany przez współczesnych za prawdziwego naukowca (był pierwszym, który przetłumaczył na angielski i wprowadził testy IQ Alfredda Bineta w USA), obecnie często określa się go jako pseudonaukowca. Większość wykorzystanych przez Goddarda danych w rzeczywistości zebrały jego asystentki, dziewczęta ze starszych klas pobliskich college’ów, do których obowiązków należało odwiedzenie zamieszkujących gorsze dzielnice Kallikaków i określenie ich jako "ułomnych umysłowo" po krótko zebranym wywiadzie.

## Literatura dodatkowa
- Henry H. Goddard, The Kallikak Family: A Study in the Heredity of Feeble-Mindedness, New York: Macmillan, 1912.
- Stephen Jay Gould, The Mismeasure of Man, Norton: New York, 1996, revised edn.
- R. E. Fancher, "Henry Goddard and the Kallikak family photographs," American Psychologist, 42 (1987), 585-590.
- J. David Smith, Minds Made Feeble : The Myth and Legacy of the Kallikaks, Rockville, MD : Aspen, 1985 ISBN 0-87189-093-3